# Benetéau
Benetéau er en fransk sejl- og fritidsmotorbådsproducent, med produktionsfaciliteter i Frankrig og USA. 

## Baggrund
Selskabet Benetéau blev grundlagt af bådkonstrktør Benjamin Beneteau i 1884 i Croix-de-Vie, Frankrig. Oprindeligt byggede selskabet trawlere. I midt 1960'erne introducerede Benjamin Beneteau's børnebørn Annette Benneteau Roux og hendes bror Andre Beneteau en glasfiberbådproduktion. Madame Roux er stadig aktiv i selskabets ledelse.

## I dag
Benetéau er et stort og velkendt bådmærke, som har en anseelig markedsandel af sejlbåde, hovedsageligt i USA, Frankrig og Storbritannien. Der er fem fabrikker i den franske Vendée region, og en i Marion i South Carolina. Den amerikanske fabrik blev åbnet i 1986, og er siden dan næsten fordoblet i størrelse til nu 23.000 m2. Bénéteau bade har vundet adskillige internationale priser, iblandt dem European Yacht of the Year for årene 2002, 2007 og 2009.
Benetéau ejer også de følgende mærker:
- Jeanneau
- CNB
- Wauquiez
- Lagoon
- O'Hara
- IRM
- Microcar
- EYB